# 3313 Mendel
3313 Mendel (1980 DG) là một tiểu hành tinh vành đai chính được phát hiện ngày 19 tháng 2 năm 1980 bởi A. Mrkos ở Klet, và đặt tên theo Gregor Mendel.